# Castor (Luizjana)
Castor – wieś w Stanach Zjednoczonych, w stanie Luizjana, w parafii Bienville.